# 키부쿠구
키부쿠구(Kibuku)는 우간다의 구로 행정 중심지는 키부쿠이며 면적은 490.2 km2, 인구는 181,700명(2012년 기준)이다. 행정 구역상으로는 동부 주에 속한다. 북쪽으로는 팔리사 구, 동쪽으로는 부다카 구, 남쪽으로는 부탈레자 구, 서쪽으로는 나무툼바 구와 접한다.

## 같이 보기
- 동부주 (우간다)
- 팔리사구
- 우간다의 행정 구역